# Lagar

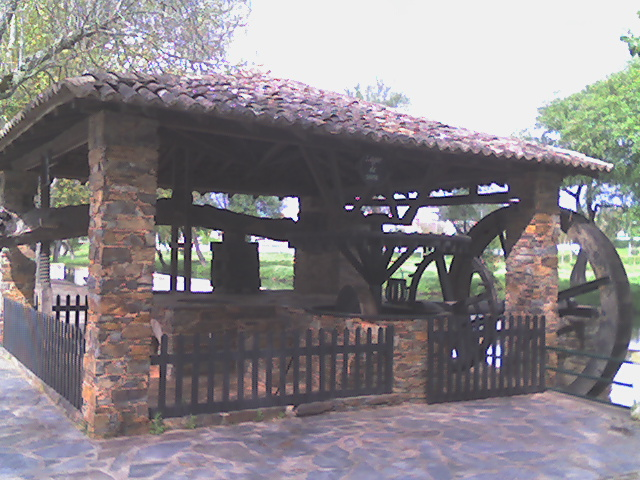
Lagar tradicional do século XIX, na Sertã.

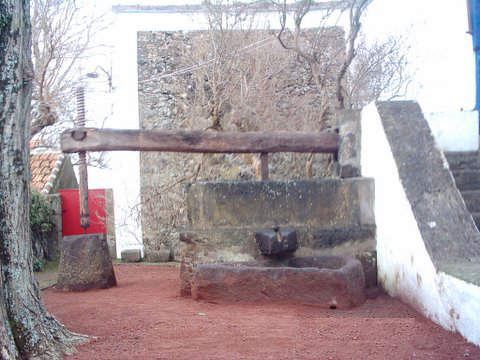
Lagar com o seu respetivo torno. Trabalho em cantaria que se encontra no Museu do Vinho dos Biscoitos.

Lagar é o local onde se pisam frutos para separar sua parte líquida da massa sólida, como as azeitonas para fazer azeite ou as uvas para elaborar vinho.
Por extensão de sentido é também o lugar onde está o aparelho mecânico para espremer frutos. 

## Lagar rupestre
Um lagar rupestre é uma estrutura escavada na rocha que antigamente servia para produzir o vinho. No Douro e em Trás-os-Montes (Portugal) é possível encontrar vestígios destas estruturas que podem remontar à época pré-histórica.

Em Valpaços encontra-se a maior concentração de lagares rupestres da Península Ibérica. Foram identificados mais de 100 lagares escavados em maciços graníticos.